# Dąbal
Dąbal (l. mn. Dąbalowie) – polskie nazwisko, którego źródłosłów wywodzi się ze słowa dąb. Według bazy PESEL w styczniu 2023 nosiły je 573 osoby (304 kobiety, 269 mężczyzn).

## Osoby o tym nazwisku
- Franciszek Dąbal – polski polityk, poseł
- Michał Dąbal (Ajron) – polski producent muzyczny
- Tomasz Dąbal – polski polityk, poseł
- Wit Dąbal – polski operator filmowy
- Beata Maj-Dąbal – polska aktorka

## Osoby fikcyjne o tym nazwisku
- Krzysztof Dąbal – postać grana przez Bartłomieja Topę w komedii Wyjazd integracyjny[3]